# English National Ballet

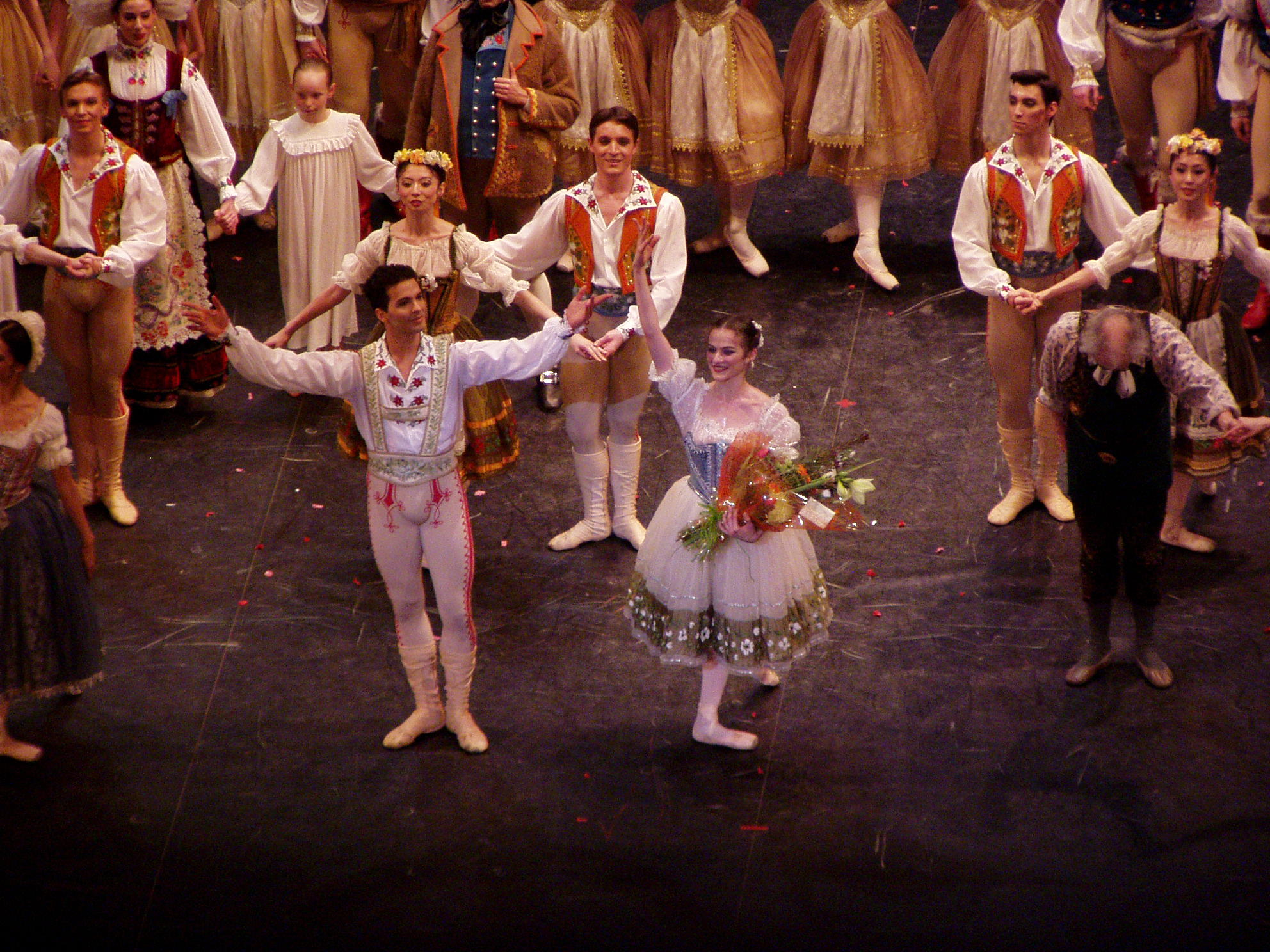
Représentation de Coppélia par l’English National Ballet en mars 2008.

L’English National Ballet est une compagnie de ballet britannique fondée en 1950. Elle est installée à Londres.
Créée par le couple Alicia Markova-Anton Dolin sous le nom de Festival Ballet, la compagnie devient le London Festival Ballet en 1968 puis l’English National Ballet en 1988.

## Directeurs artistiques successifs
- 1950-1962 : Anton Dolin
- 1962-1964 : Gilpin
- 1965-1968 : Julian Braunsweg et Donald Albery
- 1968-1979 : Beryl Grey
- 1979-1984 : John Field
- 1984-1990 : Peter Schaufuss
- 1990-1993 : Iván Nagy
- 1993-2001 : Derek Deane
- 2001-2005 : Matz Skoog
- 2005-2012 : Wayne Eagling
- 2012-2022 : Tamara Rojo
- Depuis 2022 : Aaron S. Watkin

## Danseurs notables
- Ambra Vallo
- Precious Adams